# Championnat d'Asie de rink hockey 2010 (Dalian)
Navigation
Championnat d'Asie 2007 Championnat d'Asie 2010 (Taipei)
Le Championnat d'Asie de rink hockey 2010 est la 13e édition de la compétition organisée par la Confederation of Asia Roller Sports et réunissant les meilleures nations asiatiques. Il s'agit de la huitième édition concernant la compétition féminine. Cette édition a lieu à Dalian, en République populaire de Chine.
Le tournoi masculin est remporté par Macao et l'édition féminine par la sélection indienne.

## Participants

### Sélections masculines
- Inde
- Japon
- Macao
- Taïpei chinois

### Sélections féminines
- Inde
- Japon
- Macao
- Taïpei chinois

## Résultats

### Compétition masculine
| Rang | Équipe         | Pts | J | G | N | P | Bp | Bc | Diff |  | Résultats      |  |     |      |     |
| ---- | -------------- | --- | - | - | - | - | -- | -- | ---- |  | -------------- |  | --- | ---- | --- |
| 1    | Macao          | 5   | 3 | 2 | 1 | 0 | 20 | 11 | +9   |  | Macao          |  | 2-2 | 12-7 | 6-2 |
| 2    | Japon          | 5   | 3 | 2 | 1 | 0 | 10 | 6  | +4   |  | Japon          |  |     | 4-3  | 4-1 |
| 3    | Inde           | 2   | 3 | 2 | 0 | 2 | 15 | 18 | -3   |  | Inde           |  |     |      | 5-2 |
| 4    | Taïpei chinois | 1   | 3 | 0 | 0 | 3 | 5  | 15 | -10  |  | Taïpei chinois |  |     |      |     |

### Compétition féminine
| Rang | Équipe         | Pts | J | G | N | P | Bp | Bc | Diff |  | Résultats      |  |     |     |      |
| ---- | -------------- | --- | - | - | - | - | -- | -- | ---- |  | -------------- |  | --- | --- | ---- |
| 1    | Inde           | 5   | 3 | 2 | 1 | 0 | 21 | 8  | +13  |  | Inde           |  | 2-2 | 8-5 | 11-1 |
| 2    | Japon          | 4   | 3 | 1 | 2 | 0 | 9  | 4  | +5   |  | Japon          |  |     | 2-2 | 5-0  |
| 3    | Taïpei chinois | 3   | 3 | 1 | 1 | 1 | 20 | 11 | +9   |  | Taïpei chinois |  |     |     | 13-1 |
| 4    | Macao          | 0   | 3 | 0 | 0 | 3 | 2  | 29 | -27  |  | Macao          |  |     |     |      |